# Dekanat Grudziądz II
Dekanat Grudziądz II – jeden z 24 dekanatów w rzymskokatolickiej diecezji toruńskiej.

## Historia
Dekanat grudziądzki niegdyś należał do diecezji chełmińskiej z siedzibą w Pelplinie. Od 25 marca 1992 roku przynależy on do diecezji toruńskiej. Obecny kształt dekanat uzyskał na przełomie 2001 i 2002 roku po reorganizacji struktur diecezjalnych. 

## Parafie
Lista parafii (stan z 11 listopada 2018):
| Lp | Miejscowości (osiedla) / parafia                                                                               | Proboszcz / administrator           | Zdjęcie |
| -- | --- | ----------------------------------- | ------- |
| 1  | Grudziądz (Kopernika, Kawalerii Polskiej, Chełmińskie, Rudnik, Pastwiska) parafia Podwyższenia Krzyża Świętego | ks. kan. Grzegorz Pszeniczny        |         |
| 2  | Grudziądz (Lotnisko) oraz miejscowości Gać, Węgrowo parafia św. Apostołów Piotra i Pawła                       | ks. kan. Krzysztof Dębiec           |         |
| 3  | Grudziądz (Mniszek) parafia św. Józefa Oblubieńca                                                              | ks. kan. Bogdan Andrzej Tułodziecki |         |
| 4  | Grudziądz (Strzemięcin) parafia św. Maksymiliana Kolbego                                                       | ks. kan. Artur Szymczyk             |         |
| 5  | Grudziądz (Rządz) parafia św. Stanisława                                                                       | ks. kan. Waldemar Grzegorz Deuter   |         |
| 6  | Pieńki Królewskie, Mały Rudnik, Biały Bór, część Rudy i Sztynwag parafia św. Andrzeja Boboli                   | ks. Krzysztof Kejna                 |         |
| 7  | Szynych, Brańkówka, Gogolin, Rozgarty i Sosnówka parafia św. Mikołaja                                          | ks. Grzegorz Kopeć                  |         |
| 8  | Turznice, Piaski, Dębieniec, Hanowo, Kobylanka, Linarczyk i Skarszewy parafia św. Józefa                       | ks. Wojciech Pieczul                |         |